# Ahmed Zewail
Ahmed Hassan Zewail (Damanhur, 26 febbraio 1946 – Pasadena, 2 agosto 2016) è stato un chimico e fisico egiziano naturalizzato statunitense, vincitore del premio Nobel per la chimica nel 1999 «per i suoi studi sugli stati di transizione delle reazioni chimiche utilizzando uno spettroscopio al femtosecondo».
Zewail, con i suoi studi, è stato un pioniere della femtochimica, ovvero di quella branca della chimica fisica che studia le reazioni in intervalli di tempo nell'ordine dei femtosecondi (ovvero 10-15 secondi).  Utilizzando una tecnica laser ultraveloce (consistente in lampi laser ultracorti), gli fu possibile descrivere reazioni su scale temporali molto brevi, tali da poter analizzare gli stati di transizione di determinate reazioni chimiche. È stato pertanto definito il "padre della femtochimica".

## Biografia
Zewail nasce a Damanhur (città a 60 chilometri da Alessandria) e cresce a Disuq. Si laurea presso l'Università di Alessandria e consegue il dottorato presso l'Università della Pennsylvania, negli Stati Uniti, sotto la supervisione di Robin M. Hochstrasser. Inoltre, è research fellow presso l'Università di Berkeley.
Dopo l'esperienza post-dottorato a Berkeley, avvenuta sotto la supervisione di Charles Bonner Harris, ottiene una cattedra al Caltech nel 1976. Nel 1982 viene naturalizzato cittadino statunitense e, nel 1990, è il primo a ricoprire la cattedra di chimica fisica "Linus Pauling". È diventato un cittadino naturalizzato degli Stati Uniti il 5 marzo 1982. Zewail era direttore del Physical Biology Center for Ultrafast Science and Technology presso il California Institute of Technology.
Zewail prese parte al Presidential Council of Advisors on Science and Technology (PCAST) del presidente Barack Obama, un gruppo consultivo dei principali scienziati e ingegneri della nazione per consigliare il presidente e il vicepresidente e strutturare politiche nei settori della scienza, della tecnologia, e dell'innovazione.

### Impegno politico
In un discorso all'Università del Cairo tenutosi il 4 giugno 2009, il presidente degli Stati Uniti Barack Obama ha annunciato un nuovo programma di Science Envoy come parte di un "nuovo inizio tra Stati Uniti e musulmani in tutto il mondo".  Nel gennaio 2010, Ahmed Zewail, Elias Zerhouni e Bruce Alberts sono diventati i primi inviati scientifici statunitensi all'Islam, visitando i paesi a maggioranza musulmana dal Nord Africa al Sud-est asiatico.
Alla domanda riguardo alle voci secondo le quali avrebbe contestato le elezioni presidenziali egiziane del 2011, Ahmed Zewail ha dichiarato: "Sono un uomo franco ... Non ho ambizioni politiche, poiché ho sottolineato ripetutamente che voglio solo servire l'Egitto nel campo della scienza e morire come scienziato".
Durante la rivoluzione egiziana del 2011 ha annunciato il suo ritorno in Egitto. Zewail dichiarò inoltre che si sarebbe unito a un comitato per la riforma costituzionale insieme a Ayman Nur, rivale di Mubarak alle elezioni presidenziali del 2005 e avvocato di spicco. Zewail fu in seguito considerato come una figura rispettata come intermediario tra il regime militare instauratosi dopo le dimissioni di Mubarak, e gruppi giovanili rivoluzionari come il Movimento Giovanile del 6 aprile e giovani sostenitori di Mohamed ElBaradei. Ha svolto un ruolo critico durante questo periodo, come descritto dai media egiziani.

### Morte e funerale
Zewail è morto all'età di 70 anni la mattina del 2 agosto 2016. Si stava riprendendo dal cancro, tuttavia, l'esatta causa della sua morte è sconosciuta. Un funerale militare si è tenuto per Zewail il 7 agosto 2016, presso la moschea El-Mosheer Tantawy al Cairo, in Egitto. Tra i presenti c'erano il presidente Abdel Fattah al-Sisi, il primo ministro Sherif Ismail, il Grande Imam di al-Azhar Ahmad al-Tayyib, il ministro della difesa Sidqi Subhi, l'ex presidente Adli Mansur, l'ex primo ministro Ibrahim Mahlab e il cardiochirurgo Magdi Yacoub. Le preghiere funebri furono condotte da Ali Gomaa, ex Gran Mufti d'Egitto.

## Carriera

### Premi
Nel 1999, Zewail è il terzo egiziano a essere premiato con il Nobel, dopo Sadat (che aveva vinto il premio Nobel per la pace nel 1978) e lo scrittore Mahfouz (premiato nel campo della letteratura nel 1998).
Nel 1993 gli viene assegnato il Premio Wolf in chimica, mentre nel 1997 ottiene il Robert A. Welch Award. Nel 1999 riceve la più grande onorificenza egiziana, il Gran Collare del Nilo e nel 2011 la medaglia Priestley.

### Vita privata
Zewail sposò Dema Fahan nel 1989 ed ebbe quattro figli: Maha, Amani, Nabeel, e Hani.